# Lianshan (köping)
Lianshan (kinesiska: 莲山镇, 莲山) är en köping i Kina. Den ligger i den autonoma regionen Guangxi, i den södra delen av landet, omkring 380 kilometer nordost om regionhuvudstaden Nanning. Antalet invånare är 21842. Befolkningen består av 10 484 kvinnor och 11 358 män. Barn under 15 år utgör 20,0 %, vuxna 15-64 år 67 %, och äldre över 65 år 11,0 %.
Genomsnittlig årsnederbörd är 2 112 millimeter. Den regnigaste månaden är juni, med i genomsnitt 370 mm nederbörd, och den torraste är oktober, med 46 mm nederbörd.